# 雉螺
雉螺（学名：Phasianella solida）为雉螺科雉螺屬下的一个种。